# Departamento de Tarija (Confederación Perú-Boliviana)
Tarija fue una provincia que formaba parte del Estado Boliviano, perteneciente a la Confederación Perú-Boliviana. En 1831 fue erigida como departamento mediante ley, pero no fue acatada hasta 1839, cuando fue reconocida oficialmente.
Limitaba al norte con el departamento de Santa Cruz y Chuquisaca, al este con Brasil y Paraguay, al oeste con el departamento de Potosí y al sur con la Argentina.

## Historia
Después de ser parte de las Provincias Unidas del Sud (actual Argentina), el gobierno boliviano la anexo a su país, pasando a conformar uno de los siete departamentos que conformaban el Estado Boliviano, perteneciente a la Confederación Perú-Boliviana. Sin embargo este territorio era reclamado por la Confederación Argentina como la Provincia de Tarija.

### Gobierno Civil y Militar
Inicialmente estaba conformada solo por una provincia de nombre homónimo: Provincia de Tarija, y la Provincia de Salinas durante la guerra de contra la Confederación Argentina y la ocupación militar de territorios en el norte argentino, se crean nuevas provincias administradas por el Gobierno Civil y Militar de Tarija.
| Provincia      | Capital              |
| -------------- | -------------------- |
| Tarija         | Tarija               |
| Salinas        | Entre Ríos           |
| Santa Catalina | Santa Catalina       |
| Yavi           | Yavi                 |
| Santa Victoria | Santa Victoria Oeste |
| San Pedro      | El Puesto            |
| Cochinoca      | Abra Pampa           |
| Susques        | Pastos Chicos        |

## Territorio
El departamento estaba formado por territorio actualmente repartido entre los estados de  Bolivia, Argentina y Paraguay.
En su máxima extensión territorial abarcó los actules territorios de:
- Departamento de Tarija (Bolivia)
- Provincia de Salta (Argentina)
- Provincia de Jujuy (Argentina)
- Departamento de Alto Paraguay (Paraguay)
- Departamento de Presidente Hayes (Paraguay)
- Departamento de Boquerón (Paraguay)